# ويلسون يب
ويلسون يب (بالصينية: 叶伟信) هو مخرج صيني، ولد في 23 أكتوبر 1963 في هونغ كونغ في الصين.

## وصلات خارجية
- ويلسون يب على موقع IMDb (الإنجليزية)
- ويلسون يب على موقع ألو سيني (الفرنسية)
- ويلسون يب على موقع أول موفي (الإنجليزية)
- ويلسون يب على موقع قاعدة بيانات الأفلام السويدية (السويدية)
- ويلسون يب على موقع قاعدة بيانات الفيلم (الإنجليزية)
- ويلسون يب على موقع كينوبويسك (الروسية)